# Yves Saint-Laurent
Yves Henri Donat Dave Mathieu-Saint-Laurent (n. 1 august 1936 – d. 1 iunie 2008) a fost un designer de modă francez, care este considerat ca fiind unul dintre cei mai mari designeri din secolul XX. În 1985, Caroline Rennolds Milbank, în cartea ei, Couture: The Great Fashion Designers, a scris, "Cel mai frecvent omagiat și influent designer din ultimii douăzeci și cinci de ani, Yves Saint Laurent poate fi creditat atât cu renașterea couture-ului din cenușa anilor șaizeci cât și cu reconferirea reputației pret-a-porte-ului."

## Biografie, carieră
Fiul președintelui unei societăți de asigurare, Yves Saint-Laurent s-a născut la 1 august 1936 în Oran, în ceea ce era atunci Algeria franceză. Saint-Laurent a plecat la vârsta de 17 ani pentru a lucra pentru designer-ul francez Christian Dior. După moartea lui Dior în 1957, Yves, la vârsta de 22 de ani, a fost însărcinat cu salvarea casei Dior de la falimentul financiar iminent.
La scurt timp după acest succes, el a fost trimis pentru a servi în armata franceză algeriană în timpul Războiului de Independență din Algeria. După 20 de zile, datorită stresului la care era supus de către camarazii săi militari, fragilul Saint-Laurent a ajuns la stadiul de a fi internat într-un spital francez de boli mentale, unde a a avut parte de un tratament psihiatric, care presupunea inclusiv terapie cu electro-șocuri, pentru o cedare nervoasă.
În 1962, în urma unei cedări nervoase, Saint-Laurent a fost concediat de către Dior și astfel și-a început propria etichetă, YSL, finanțat de către partenerul său, Pierre Bergé. Cuplul romantic s-a destrămat în 1976, dar au rămas în continuare parteneri de afaceri. Pe parcursul anilor 1960 și 1970, firma a popularizat tendințele modei, cum ar fi ținutele beatnik, jachete safari pentru bărbați și femei, pantaloni strânși, și pantofii înalți și cambrați pe picior, inclusiv crearea în 1966 a ceea ce este probabil cel mai renumit frac clasic pentru femei, Le Smoking. De asemenea, el a făcut publică ideea purtării siluetelor din anii 1920,'30 și'40. El a fost primul, în 1966, care a încercat să popularizeze pret-a-porte-ul, într-o încercare de democratizare a modei, cu Rive Gauche și buticul cu același nume. 
Saint-Laurent a fost, de asemenea, primul designer care a folosit modele de culoare într-o defilare de modă. Printre muzele sale au fost Loulou de la Falaise, fiica unui marchiz francez și a unei model anglo-irlandeză; Betty Catroux, fiica jumătate-braziliană a unui diplomat american și soția unui decorator francez; Talitha Pol-Getty- care a murit de supradoză cu droguri în anul 1971; Catherine Deneuve, fotogenica actriță franceză; și supermodelul din Guineea-născută în Senegal, Katoucha Niane, fiica scriitorului Djibril Tamsir Niane. Ambasadorul la Londra al couturier-ului, în timpul anilor 1970 și începutul anilor 80, a fost milionara Diane Boulting-Casserley Vandelli, astfel, brand-ul ce în ce mai cunoscut printre jet-set-erii europeni și clasele superioare.
În 1983, el a devenit primul designer de modă onorat pentru realizările de o viață de către Muzeul de Artă Metropolitan.
În 2001, el a fost decorat cu gradul de comandor al Legiunii de Onoare de către președintele francez Jacques Chirac.
Saint Laurent s-a pensionat în 2002 și a devenit din ce în ce mai retras. De atunci, până la moartea sa, el a petrecut o mare parte a timpului său, la casa sa din Marrakech, Maroc.
De asemenea, el a creat o fundație împreună cu Pierre Bergé din Paris să traseze istoria casei YSL, care conține 15000 de obiecte și 5000 de piese de îmbrăcăminte.
A murit la 1 iunie 2008, după o boală îndelungată, în casa sa din Paris.

## Citate celebre
| “ | Am spus-o adesea că aș fi dorit să fi inventat blue jeans: cea mai spectaculoasă, practică, relaxantă și nonșalantă [piesă vestimentară]. [Pantalonii blue jeans] Au expresivitate, modestie, sex appeal, simplitate - tot ceea ce pot spera ca hainele mele să ofere. | ” |

| “ | Nu trebuie să confundăm eleganța cu snobismul. | ” |